# Rei de Deira
Els reis de Deira són aquells que varen governar Deira entre el 559 i el 679. En aquest període no sempre varen ser independents, ja que juntament amb el regne de Bernícia varen crear Northúmbria l'any 651, després de dos episodis intermitents de annexió per part de Bernícia.

## Llista de reis de Deira
| rei        | període   | altres formes del nom |
| ---------- | --------- | --------------------- |
| Ælla       | (559–588) | Ella o Ille           |
| Æthelric   | (589–604) | Æthelric, Etelric     |
| Æthelfrith | (604–616) | Etelfred              |
| Edwin      | (616–632) |                       |
| Osric      | (633–634) |                       |
| Osvald     | (634–642) | Oswald                |
| Oswiu      | (642–644) |                       |
| Oswine     | (644–651) |                       |
| Etelwald   | (651–654) | Œthelwald             |
| Oswiu      | (654–670) |                       |
| Alhfrith   | (656–664) | Alcfrith              |
| Aelfwine   | (670–679) | Ælfwine, Elfwin       |